# George Vancouver
George Vancouver (King's Lynn, 22 giugno 1757 – Richmond upon Thames, 10 maggio 1798) è stato un esploratore britannico.
Ufficiale della Royal Navy, è conosciuto per la sua esplorazione del Nord America, tra cui la costa pacifica lungo quelle che oggi sono le coste della Columbia Britannica, Alaska, Washington e Oregon. Esplorò anche la costa sud-occidentale dell'Australia.

## Biografia

### Prima parte della carriera
George Vancouver nacque a King's Lynn, Norfolk, Inghilterra, come sesto figlio di John Gasper van Couverden e Bridget Bernes. La famiglia, come molte altre sulla costa del Norfolk, era di origine olandese. All'età di quindici anni attraversò il Pacifico a bordo della HMS Resolution nel secondo viaggio di James Cook (1772-1775). Per Vancouver fu il primo servizio navale. In seguito accompagnò Cook anche nel suo terzo viaggio (1776-1779), questa volta a bordo della nave sorella della Resolution, la HMS Discovery.
Al momento del suo ritorno in Gran Bretagna nel 1779, Vancouver fu promosso come luogotenente. Fu poi a bordo della HMS Martin, di pattuglia nella Manica. Vancouver servì sulla nave di linea a 74 cannoni HMS Fame che nel 1782 fu coinvolta nella battaglia delle Saintes. Agli inizi degli anni Ottanta fu assegnato al servizio idrografico nelle Indie Occidentali; nel 1788 si trovava pertanto in Giamaica, al comando della HMH “Europe”. Nel 1791, effettuò il suo memorabile viaggio di circumnavigazione e di ricerca del passaggio di Nord-Est lungo le coste dell’America nord-occidentale.

### Le esplorazioni tra il 1791-1795

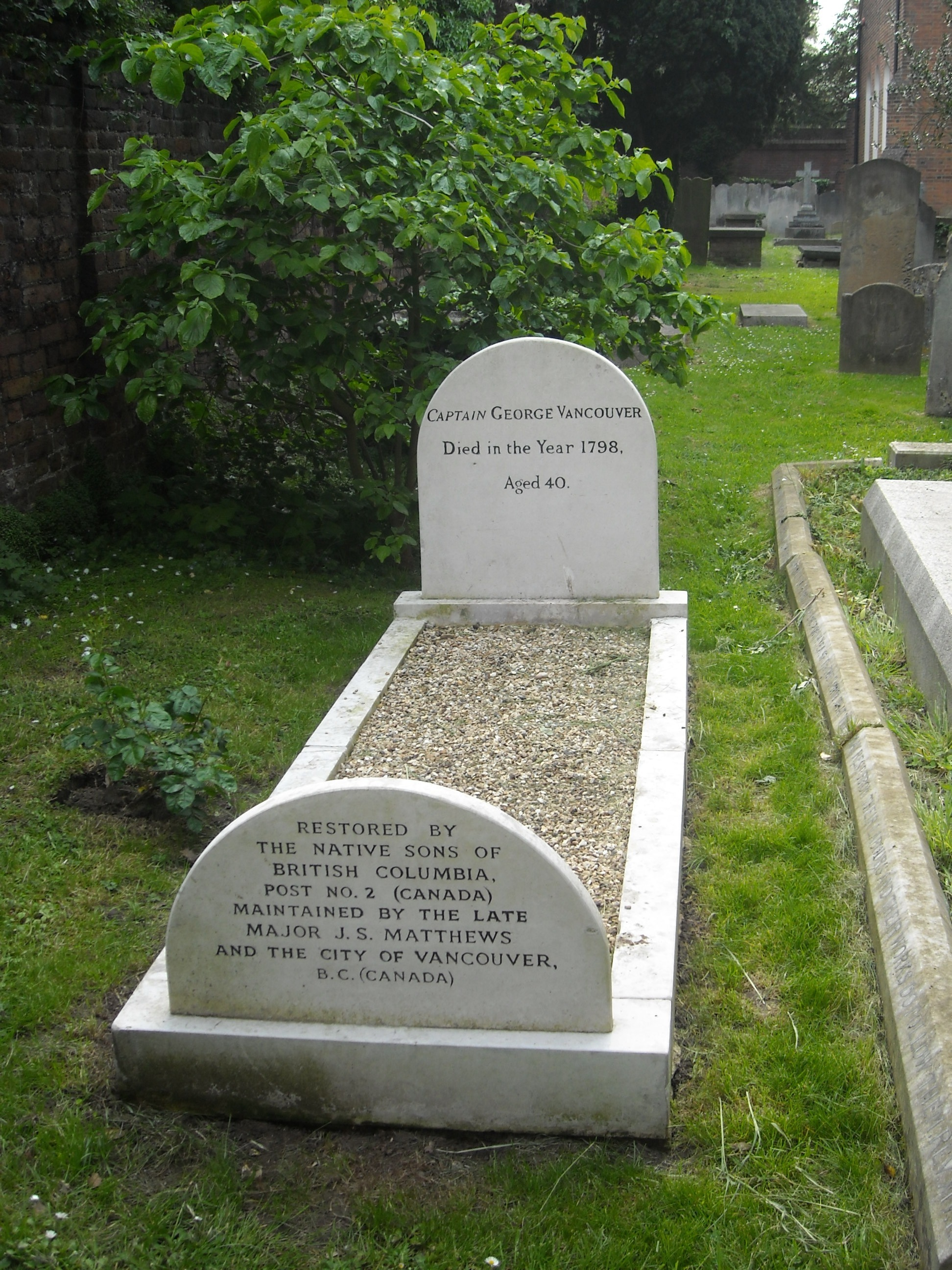
Tomba del Capitano George Vancouver

Vancouver navigò lungo le coste dell'odierno stato di Washington e Oregon seguendo la rotta verso nord. Entrò nello Stretto di Juan de Fuca, tra l'Isola di Vancouver e lo stato di Washington il 29 aprile 1792. Ordinò l'esplorazione delle baie e delle insenature sulla costa occidentale del continente nord americano fino all'Alaska. La maggior parte di questo lavoro venne svolto da piccole imbarcazioni.
Il 13 giugno 1792 Vancouver fu il primo europeo a entrare nel Burrard Inlet (nel porto dell'odierna città di Vancouver), assegnando il nome dell'insenatura in onore del suo amico Sir Harry Burrard. Ritornando a Point Grey però incontrò inaspettatamente una spedizione spagnola guidata da Dionisio Alcalá Galiano e Cayetano Valdés y Flores e venne a sapere che essi possedevano già una carta della zona preparata l'anno prima durante una precedente spedizione spagnola guidata da Francisco de Eliza.
Nel mese di ottobre 1792 inviò il tenente Robert William Broughton, con diverse barche, fino al fiume Columbia. Dopo una visita alle coste della California allora spagnola, Vancouver trascorse l'inverno esplorando le isole Hawaii. L'anno seguente tornò nella Columbia Britannica e procedette verso nord, per tornare più tardi verso la California. Nel 1794 raggiunse la Baia di Cook, il punto più settentrionale della sua esplorazione, e da lì seguì la costa a sud dell'Isola Baranov che aveva visitato l'anno prima. Salpò poi per la Gran Bretagna via Capo Horn, arrivandoci nel settembre 1795, completando in tal modo una circumnavigazione.

### Il ritorno in Inghilterra e la morte
Vancouver incontrò difficoltà in patria. Venne attaccato nei giornali, e la sua carriera volse rapidamente al termine. Uno dei navigatori più importanti del Regno Unito morì nell'oblio nel 1798, quarantenne, nemmeno tre anni dopo aver completato il suo ultimo viaggio. La sua modesta tomba si trova nel cimitero della chiesa di St. Peters, Petersham, prossima a Richmond upon Thames.